# Baronía de Albi
La baronía de Albi es un título nobiliario  español, concretamente de la Corona de Aragón, creado el año 1166 por el rey Alfonso II de Aragón, a favor de Guillermo de Cervera.
La denominación hace referencia al castillo y a la villa de Albi, actual municipio de la provincia de Lérida.
El título pasó a la Casa de Centelles y, a mediados del siglo XIV, a la Casa de Mur. De dicha casa destacó el barón Acard de Mur y Alemany de Cervelló, capitán general del Reino de Cerdeña en 1413. En 1444, el título pasó a la Casa de Cardona, cuando la nieta y heredera de Acard de Mur, Elfa de Perelló, casó con Hugo de Cardona y de Centellas, barón de Bellpuig. Durante la Guerra Civil Catalana (1462–1472), el rey Juan II de Aragón le confisca a Hugo de Cardona y de Perelló la baronía de Bellpuig, pero logra mantener la baronía de Albi, la cual pasará a sus descendientes: los Erill, Desplá y Cartellá.
El título fue confirmado el 21 de octubre de 1755 por  Fernando VI, a beneficio de Francisco-Galcerán de Cartellá-Sabastida-Ardena y Fonts, barón de Falgons, de Granollers, de Rocacorba y de Cerviá.
El título pasa, después, a sus descendientes: los Darnius, Rocabruna y Montoliu.

## Armas
«Escudo partido: 1º, en campo de oro, un árbol sobre un promontorio, de sinople; 2º, en campo de oro, dos palos, de gules.»

## Barones de Albi

Escudo municipal de la localidad de Albí, en la provincia de Lérida

|                                                  | Titular                                                     | Periodo                                          |
| Creación en 1166 por el rey Alfonso II de Aragón | Creación en 1166 por el rey Alfonso II de Aragón            | Creación en 1166 por el rey Alfonso II de Aragón |
| ------------------------------------------------ | ----------------------------------------------------------- | ------------------------------------------------ |
| I                                                | Guillermo de Cervera y Anglesola                            | 1166-?                                           |
|                                                  | (...)                                                       |                                                  |
| VIII                                             | Sibila                                                      | ?-1348                                           |
| IX                                               | Ramón de Pere                                               | ?1348-1359                                       |
| X                                                | Leonor de Pere                                              | 1359-1395                                        |
| XI                                               | Luis de Mur y Pere                                          | 1395-1408                                        |
| XII                                              | Arcadio de Mur y Cervelló                                   | 1408-1415                                        |
| XIII                                             | Violante-Luisa de Mur y Cardona                             | 1415-1467                                        |
| XIV                                              | Elfa de Perellós y Mur                                      | 1467-1495                                        |
| XV                                               | Hugo de Cardona y Perellós                                  | 1495-1511                                        |
| XVI                                              | Estefanía de Cardona i Ballester                            | 1511-1566                                        |
| XVII                                             | Pedro de Eril y Cardona                                     | 1566-1589                                        |
| XVIII                                            | Hugo de Eril Cardona y Queralt                              | 1589-1606                                        |
| XIX                                              | María de Eril Cardona y Ferrer                              | 1606-1633                                        |
| XX                                               | Ramón de Eril Desplà i Eril Cardona                         | 1633-1651                                        |
| XX                                               | Jaime de Eril Desplà i Mur                                  | 1651-1662                                        |
| XXI                                              | Francisca de Eril Desplà i Mur                              | 1662-1672                                        |
| XXII                                             | María de Cartellá i Eril Desplà                             | 1672-1674                                        |
| XXIII                                            | José-Galcerán de Cartellá-Sabastida-Ardena y Casterás       | 1674-1724                                        |
| XXIV                                             | Francisco-Galcerán de Cartellá-Sabastida-Ardena y Casterás  | 1724-1763                                        |
| XXV                                              | José-Galcerán de Cartellá-Sabastida-Ardena y Casterás       | 1763-1823                                        |
| XXVI                                             | María Josefa de Cartellá-Sabastida-Ardena y Sentmenat       | 1823-1835                                        |
| XXVII                                            | Pedro de Alcantara de Rocabruna y Cartellá-Sabastida-Ardena | 1835-1850                                        |
| XXVIII                                           | Francisco de Sales de Rocabruna y Jordá                     | 1850-1874                                        |
| XXIX                                             | Josefa de Rocabruna y Jordá                                 | 1874-1890                                        |
| XXX                                              | Mariano de Montoliu y de Rocabruna                          | 1890-1930                                        |
| XXXI                                             | Carlos de Montoliu y de Durán                               | 1930-1976                                        |
| XXXII                                            | Carlos de Montoliu y de Carrasco                            | 1978-2021                                        |
| XXXIII                                           | Carlos de Montoliu y Heyndrickx                             | 2022-actual titular                              |

## Historia de los barones de Albi
- Guillermo de Cervera, I barón de Albi.

(...)
- Luis de Mur (m. ca. 1408), barón de Albi, de Mur y de Cerviá.

Casó con N. Cervelló, con quien tuvo cinco hijos:
Hugo-Pedro de Mur y de Cervelló, que heredó la baronía de Mur; tuvo una sola hija, que aportó la baronía de Mur a los Carrós de Arborea.
Luis de Mur y de Cervelló, comendador en Tortosa de la Orden hospitalaria.
Dalmau de Mur y de Cervelló (1376-1456), obispo de Gerona (1415-19), arzobispo de Tarragona (1419-31), canciller de la Corona de Aragón (1422-39), arzobispo de Zaragoza (1431-56).
Aldonça de Mur y de Cervelló, esposa de Bernat Galcerán II de Pinós-Fenollet.

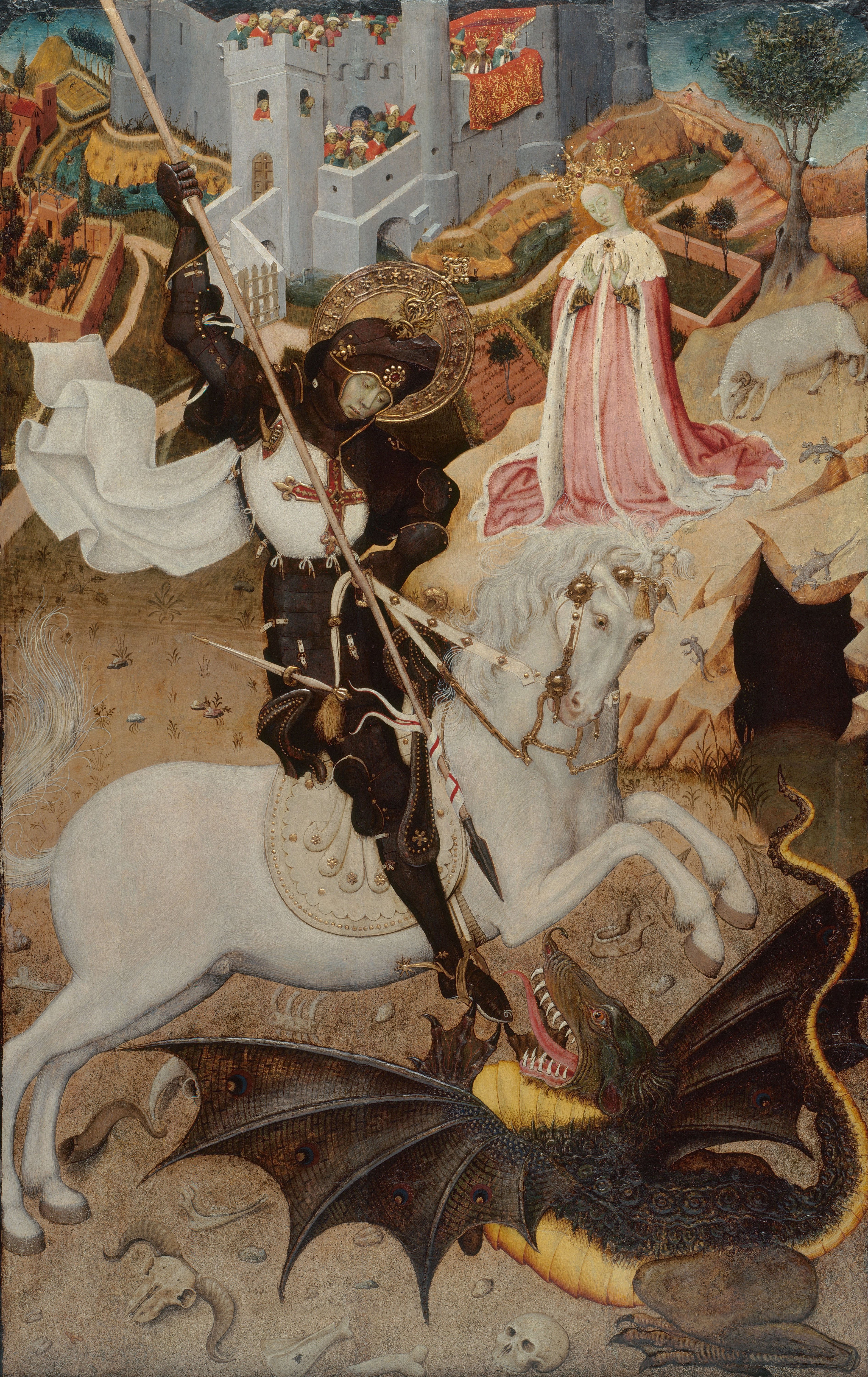
San Jorge matando al dragón, pintura de Bernat Martorell, realizada por encargo de Francisco de Rocabruna, XXVIII barón de Albi

Acard de Mur y de Cervelló, que sigue. Le sucedió su hijo pequeño:
- Acard de Mur y de Cervelló (?-1415), barón de Albi, capitán general del Reino de Cerdeña en 1413.

Casó, en 1403, con Elfa de Cardona y de Luna, hija de Hugo II de Cardona, X vizconde de Cardona y I conde de Cardona. Le sucedió su hija:
- Violante-Luisa de Mur y de Cardona (?-1467), baronesa de Albi.

Casó Casó con Ponce de Perellós y van Steenhoont (?-1425), señor del Castillo de Tous. Casó,  en segundas nupcias, en 1426, con Federico de Aragón y de Sicilia (1402-1438), conde de Luna, quien huyó a Castilla con su cuñada, Valentina de Mur y de Cardona. Le sucedió, de su primer matrimonio, su hija:
- Elfa de Perellós y de Mur (?-1495), baronesa de Albi.

Casó en primeras nupcias con Hugo de Cardona i de Centelles, barón de Bellpuig. Contrajo un segundo matrimonio con Diego de Olmedo. Le sucedió, de su primer matrimonio, su hijo:
- Hugo de Cardona y de Perellós (1445-1511), barón de Albi, barón de Bellpuig. Fue desposeído de la Baronía de Bellpuig por el rey Juan II de Aragón durante la Guerra Civil Catalana (1462–1472), que pasó a su tío Antonio de Cardona-Anglesola. Sin embargo, pudo mantener la Baronía de Albi, que pasó a sus descendientes: los Erill, Desplá y Cartellá:

Casó, en 1490, con Juana de Ballester. Con descendencia.
(...)
- Francisco de Cartellá-Sabastida-Ardena y de Casterás, XXIV barón de Albi.

Casó en primeras nupcias con ? y en segundas nupcias con Hipólita Casterás Finisterre. Le sucedió, de su segundo matrimonio, su hijo primogénito:
- José-Galcerán de Cartellá-Sabastida-Ardena y Casterás,  XXV barón de Albi.

Casó con Francisca de Sentmenat y Boixadors. Le sucedió su hija:
- María Josefa de Cartellá-Sabastida-Ardena y de Sentmenat, XXVI baronesa de Albi.

Casó con Carlos de Rocabruna y de Taberner. Le sucedió su hijo:

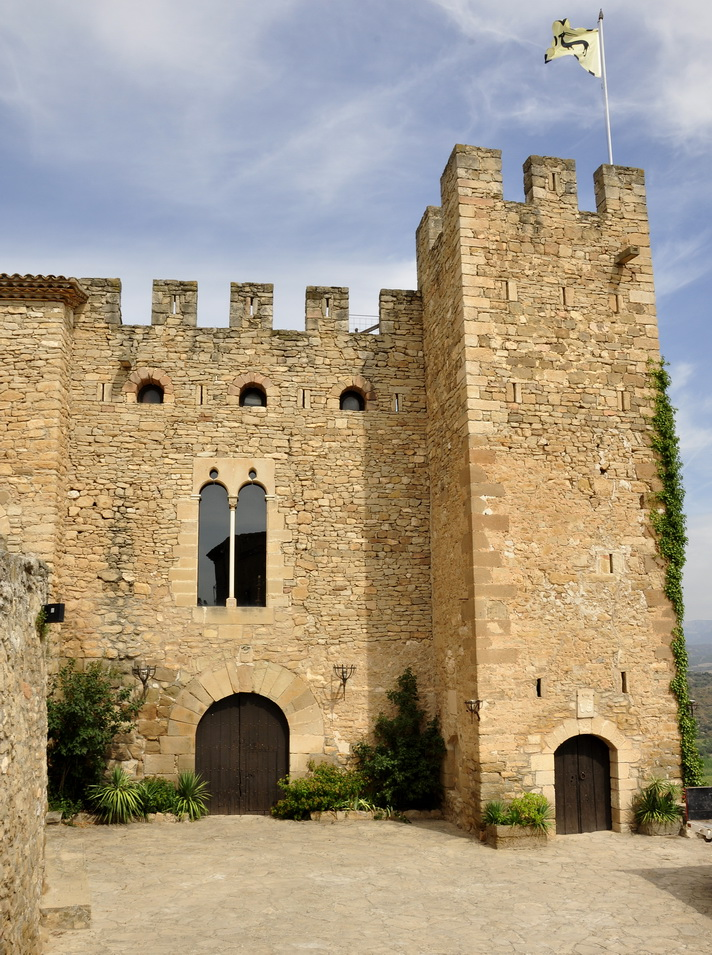
Castillo de Montsonís, propiedad del XXXII barón de Albi

- Pedro de Alcantara de Rocabruna y de Cartellá-Sabastida-Ardena, XXVII barón de Albi.

Casó con Francisca Jordá y Boada de cuyo matrimonio nacieron dos hijos:  Francisco de Sales de Rocabruna y Jordá, que sucedió en el título, y Josefa de Rocabruna y Jordá, que sucedió a su hermano.
- Francisco de Sales de Rocabruna y Jordá, XXVIII barón de Albi.

Casó Josefa de Rocabruna y Pascual, sin descendencia. Le sucedió su hermana:
- Josefa de Rocabruna y Jordá (1815-1890), XXIX baronesa de Albi.

Casó con Placido de Montoliu y de Dusay.  Le sucedió su hijo:
- Mariano de Montoliu y de Rocabruna (1859-1930), XXX barón de Albi.

Casó con Pilar de Durán y de Britfeus. Le sucedió, en 1930, su hijo:
- Carlos de Montoliu y de Durán (1889-1976),[4] XXXI barón de Albi, alférez de complemento de requetés en 1938, consejero de la Caja de Barcelona y de la Caja de Pensiones, "la Caixa".

Casó con Pilar Carrasco Mila de la Roca, con quien tuvo cinco hijos: Josefa, Mariana, Mercedes; Carlo; y Alfonso, II marqués de Cartellá de Sabastida. Le sucedió, en 1978, su hijo primogénito:
- Carlos de Montoliu y de Carrasco (1930-2021[7]), XXXII barón de Albi,[6] abogado, ingeniero técnico agrícola, caballero de la Orden de Malta, caballero de la Orden del Santo Sepulcro de Jerusalén, del Real Estamento Militar del Principado de Gerona, caballero de la Sagrada Orden Militar Constantiniana de San Jorge, comendador de la Orden de Isabel la Católica, Premio Creu de Sant Jordi, presidente de la "Fundación Castillos Culturales de Cataluña", y del "Instituto de Estudios Nobiliarios de Cataluña".

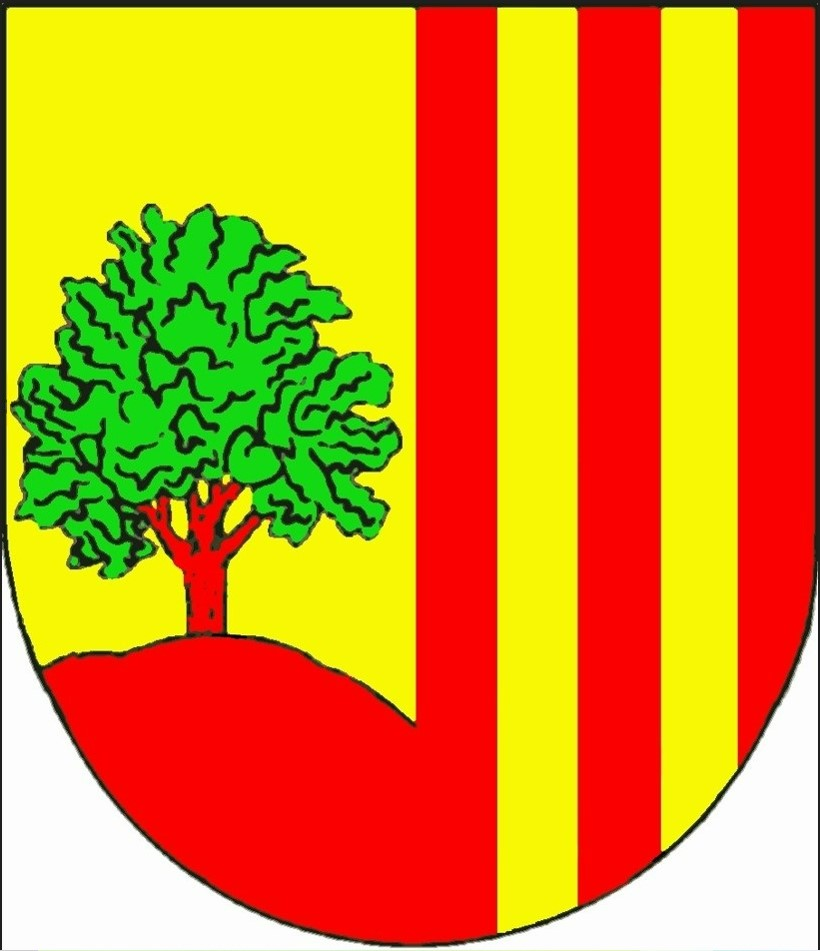
Escudo de la familia Montoliu (según una versión en Montsonís)

Casó con Anina Heyndrickx Delhez, Medalla de Oro de la Cruz Roja Española, de cuyo matrimonio nacieron cuatro hijos:
- Carlos de Montoliu y Heyndrickx (n.1960), Caballero de la Orden de Malta. Casó con Josefa G. Ducay López, licenciada en Derecho, padres de dos hijos varones.
- Daniel de Montoliu y Heyndrickx (n.1961), Caballero de la Orden de Malta, caballero de la Orden de los Santos Mauricio y Lázaro (Casa de Saboya). Casó con Blanca Manzano y Martínez, licenciada en Económicas. Con descendencia.
- Lorenzo de Montoliu y Heyndrickx (n.1964), licenciado en Informática. Casó con María Victoria Pérez Gómez, ingeniero superior Industrial. Con descendencia.
- Diego de Montoliu y Heyndrickx (n.1971), doctor en Informática. Casó con Beatriz Torvisco y Manchón, doctora en Ciencias económicas y empresariales. Con descendencia.

- Carlos de Montoliu y Heyndrickx (n.1960), XXXIII barón de Albi,[8] Caballero de la Orden de Malta. Casó con Josefa G. Ducay López, licenciada en Derecho.